# أنغيل يوردانيسكو
أنغيل يوردانيسكو (بالرومانية:Anghel Iordănescu) (ولد في 4 مايو 1950، في مدينة ياشي) هو لاعب كرة قدم روماني سابق، ومدرب حالي. يعتبره الكثيرون من أفضل المدربين الذين أنجبتهم رومانيا. كان أنغيل جنرالاً في الجيش الروماني، ولهذا يلقب الآن «بالجنرال».

## سيرته كلاعب
بدأ أنغيل يوردانيسكو مسيرته الكروية مع فريق الشباب لستيوا بوخارست الروماني، والذي دخله في سن الثانية عشر عام 1962. بعد ستة سنوات، أي في عام 1968، ظهر لأول مرة مع الفريق الأول لستيوا بوخارست. وشارك في منتخب رومانيا لكرة القدم لأول مرة عام 1971، وسجل 26 هدفاً في 64 مباراة مع منتخب بلاده حتى عام 1981.
لعب أنغيل لستيوا بوخارست ورومانيا حتى عام 1982، وهو يعد أفضل الهدافين في تاريخ النادي بعدما سجل 146 هدفاً. خلال فترة لعبه مع ستيوا حقق بطولتين للدوري الروماني في عامي 1976 و1978، وأربعة كؤوس في الأعوام: 1970، و1971، و1976، و1979. وفي موسم 1981/1982 كان هداف الدوري الروماني.
في عام 1982 غادر رومانيا إلى اليونان، حيث لعب لصالح OFI كريت لعامين، وبعد ذلك اعتزل اللعب. عاد أنغيل لرومانيا وعين مدرباً مساعداً لستيوا بوخارست. مع المدرب إيميريك جيني، استطاعا جعل فريق ستيوا يحصل على البطولة الرومانية عام 1985، بالإضافة إلى الفوز بدوري أبطال أوروبا عام 1986 بعد هزيمة نادي برشلونة في النهائي بالركلات الترجيحية.

## سيرته كمدرب
حينما عين إيميريك جيني مدرباً لمنتخب رومانيا لكرة القدم في صيف عام 1986، أصبح أنغيل يوردانيسكو مدرباً لنادي ستيوا بوخارست. كمدرب قاد ستيوا لتحقيق ثلاثة بطولات للدوري الروماني في الأعوام 1987، و1988، و1989، بالإضافة إلى ثلاثة بطولات كؤوس في نفس الأعوام. وعلى الصعيد الدولي، قاد ستيوا لنصف نهائي دوري أبطال أوروبا عام 1988، كما قاده للنهائي في العام التالي.
في عام 1990 غادر ستيوا مرة أخرى ولكن كمدرب، وتعاقد مع نادي أنورثوسيز فاماغوستا من قبرص لمدة عامين. بعد انقضاء المدة، عاد لتدريب ستيوا عام 1992، وقاده إلى ربع نهائي كأس أبطال الكؤوس الأوروبي عام 1993، بالإضافة إلى بطولة جديدة.
في صيف عام 1993 عين مدرباً لمنتخب رومانيا الأول، واستطاع قيادته لبطولة كأس العالم لكرة القدم 1994، حينما وصلت رومانيا للدور ربع النهائي، وهو أفضل إنجاز لرومانيا في بطولات كأس العالم. بعد كأس العالم واصل تدريب المنتخب وقاده للتأهل إلى كأس الأمم الأوروبية عام 1996، وبطولة كأس العالم لكرة القدم 1998. قاد منتخب رومانيا للدور الثاني، ولكنه خسر أمام منتخب كرواتيا لكرة القدم.
بعد كأس العالم عام 1998، تعاقد مع الاتحاد اليوناني لتدريب منتخب اليونان لكرة القدم، ولكنه أقيل بعد عام بسبب عدم تمكنه بالتأهل لكأس الأمم الأوروبية عام 2000. في العام التالي انتقل إلى المملكة العربية السعودية لتدريب نادي الهلال السعودي، الذي حقق معه بطولة كاس آسيا، بالإضافة إلى كأس السوبر وكأس المؤسس وكأس الأمير. رغم هذه الإنجازات غادر النادي بعد عام إلى رومانيا ولكن هذه المرة لتدريب نادي رابيد بوخارست، ولكنه فشل في تحقيق ما حققه مع ستيوا بوخارست وأقيل بعد عدة أسابيع. غادر أنغيل بعد ذلك إلى الإمارات العربية المتحدة لتدريب نادي العين.
لم يتمكن منتخب رومانيا لكرة القدم بالتأهل لبطولة كأس العالم لكرة القدم 2002 لذا تم استدعاء أنغيل يوردانيسكو مرة أخرى لتدريب المنتخب الأول بعدما كان يدربه غيورغيه هاجي. كان هدف يوردانيسكو أن يأهل المنتخب لكأس الأمم الأوروبية عام 2004، ولكنه فشل في ذلك. رغم ذلك قرر الاتحاد الروماني لكرة القدم إبقائه لتدريب المنتخب لبطولة كأس العالم لكرة القدم 2006، ولكن بعد مستوى سيء أمام منتخب أرمينيا في الدور التأهيلي، تمت إقالته.
بعد ذلك عاد للمملكة العربية السعودية ولكن لتدريب نادي الاتحاد السعودي. حقق معه بطولة أخرى لدوري أبطال آسيا في عام 2005 ، ولكنه أقيل بعد عام بسبب تدني مستوى الفريق. عاد أنغيل إلى الإمارات العربية المتحدة لتدريب نادي العين مرة أخرى مع بداية الموسم 2006 - 2007 لكرة القدم.

## الأندية والمنتخبات

### كلاعب
- 1968 - 1982:  ستيوا بوخارست
- 1982 - 1984:  OFI كريت

### كمدرب
- 1986 - 1990:  ستيوا بوخارست
- 1990 - 1992:  أنورثوسيز فاماغوستا
- 1992 - 1993:  ستيوا بوخارست
- 1993 - 1998:  منتخب رومانيا لكرة القدم
- 1998 - 1999:  منتخب اليونان لكرة القدم
- 1999 - 2000:  الهلال السعودي
- 2000 - 2001:  رابيد بوخارست
- 2001 - 2002:  نادي العين
- 2002 - 2004:  منتخب رومانيا لكرة القدم
- 2004 - 2006:  نادي الاتحاد السعودي
- 2006 - :  نادي العين
- 28 / 9 / 2007 : أعلن يوردانيسكو اعتزاله تدريب كرة القدم
- 2016 - اليوم:  منتخب رومانيا لكرة القدم

## روابط خارجية
- أنغيل يوردانيسكو على موقع الاتحاد الدولي (مؤرشف)  (الإنجليزية)
- أنغيل يوردانيسكو على موقع الاتحاد الأوربي (الإنجليزية)
- أنغيل يوردانيسكو على موقع قاعدة بيانات كرة القدم.إي يو (الإنجليزية)
- أنغيل يوردانيسكو على موقع ناشيونال فوتبول تيمز (الإنجليزية)
- أنغيل يوردانيسكو على موقع عالم كرة القدم.نت (الإنجليزية)